# Starý Poddvorov
Starý Poddvorov är en ort i Tjeckien.   Den ligger i regionen Södra Mähren, i den sydöstra delen av landet, 230 km sydost om huvudstaden Prag. Starý Poddvorov ligger 222 meter över havet och antalet invånare är 932.
Terrängen runt Starý Poddvorov är platt. Runt Starý Poddvorov är det tätbefolkat, med 319 invånare per kvadratkilometer. Närmaste större samhälle är Hodonín, 10,9 km öster om Starý Poddvorov. Trakten runt Starý Poddvorov består till största delen av jordbruksmark.